# Owen Willans Richardson

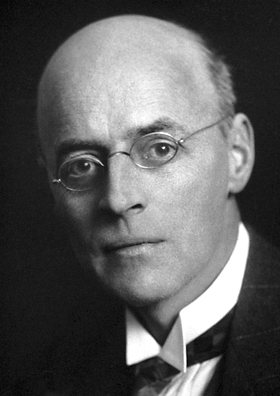
Owen Willans Richardson

Sir Owen Willans Richardson (* 26. April 1879 in Dewsbury; † 15. Februar 1959 in Alton (Hampshire)) war ein englischer Physiker.
Nach seinem Abschluss 1900 in Cambridge arbeitete er auf dem Gebiet des glühelektrischen Effekts am Cavendish-Laboratorium der Universität. Dort fand er 1901 die Richardson-Gleichung, für die er 1928 den Nobelpreis für Physik erhielt. Er setzte seine Arbeit zum Thema bis 1906 in Cambridge fort.
1906 wurde er zum Professor für Physik an der Princeton University ernannt. Im selben Jahr heiratete er Lilian Maud Wilson. Aus dieser Ehe gingen zwei Söhne und eine Tochter hervor. Nach dem Tod seiner Frau 1945 heiratete er 1948 die Physikerin Henriette Rupp.
Seit 1910 war er Mitglied der American Philosophical Society. 1930 wurde ihm die Royal Medal der Royal Society, deren Fellow er seit 1913 war, verliehen. 1979 wurde der Mondkrater Richardson nach ihm benannt.